# Perui kaszálómadár
A perui kaszálómadár (Phytotoma raimondii) a madarak osztályának verébalakúak (Passeriformes) rendjébe és a kotingafélék (Cotingidae) családjába tartozó faj.

## Rendszerezése
A fajt Wladyslaw Taczanowski lengyel zoológus írta le 1883-ban.

## Előfordulása
Peru tengerparti részén honos. A természetes élőhelye a szubtrópusi vagy trópusi száraz erdők, cserjések és szavannák, valamint sivatagok. Nem vonuló faj.

## Megjelenése
Testhossza 18,5 centiméter, testtömege 36–44 gramm.

## Életmódja
Rügyekkel, hajtásokkal és levelekkel, valamint gyümölcsökkel táplálkozik.

## Természetvédelmi helyzete
Az elterjedési területe kicsi és széttöredezett, egyedszáma csökkenő nem éri el a tízezret. A Természetvédelmi Világszövetség Vörös listáján nem veszélyeztetett fajként szerepel.

## Külső hivatkozások
- Képek az interneten a fajról
- Xeno-canto.org - a faj hangja és elterjedési területe